# R.A.T (album)
Singles
1. I'm Sorry
Sortie : 25 septembre 2024
2. Sexy Woman
Sortie : 30 janvier 2025
3. Businessman
Sortie : 8 mai 2025
4. 27.06.25 (Magie)
Sortie : 5 juin 2025
5. Célibataire
Sortie : 19 juin 2025

R.A.T (pour Rien À Tter-gra) est le premier album studio du rappeur français La Mano 1.9, sorti le 27 juin 2025 sous le label R.A.T Music, distribué par Universal Music France.

## Genèse
Après plusieurs singles et freestyles remarqués, notamment R.A.T #1 publié en 2022, La Mano 1.9 dévoile début juin 2025 la date de sortie de son premier album.
La tracklist officielle est révélée sur ses réseaux sociaux le 26 juin 2025. L'album est précédé par plusieurs extraits à succès, dont I'm Sorry, Sexy Woman, Businessman, Magie et Célibataire.

## Liste des titres
| 1.    | Encore                           | Ulrich Zie                   | Sokol, Eliyel, Darkbrass7            | 3:30 |
| 2.    | Handek                           | Ulrich Zie                   | Sokol, Eliyel, Yuo                   | 2:12 |
| 3.    | I'm Sorry                        | Ulrich Zie                   | Sokol, Eliyel                        | 2:32 |
| 4.    | 4K                               | Ulrich Zie                   | Diaxal, No Caap                      | 3:08 |
| 5.    | Crime ensoleillé (feat. Tiakola) | Ulrich Zie , William Mundala | Sokol, Eliyel, Bloody                | 3:50 |
| 6.    | Mailler                          | Ulrich Zie                   | Ozhora                               | 2:39 |
| 7.    | City                             | Ulrich Zie, Musto            | Focus Beatz                          | 2:10 |
| 8.    | 27.06.25 (Magie)                 | Ulrich Zie                   | ANGELGOAT, Sokol, Eliyel             | 2:17 |
| 9.    | Businessman                      | Ulrich Zie                   | Sokol, Eliyel                        | 2:59 |
| 10.   | Bomberman                        | Ulrich Zie                   | Narcos, Ken & Ryu, Finvy             | 3:03 |
| 11.   | Fourmi (feat. Vacra)             | Ulrich Zie, Vacra            | Noxious, Narco Verra                 | 2:49 |
| 12.   | Célibataire                      | Ulrich Zie                   | Gaby, Sokol, Eliyel                  | 3:01 |
| 13.   | Sexy Woman                       | Ulrich Zie                   | ANGELGOAT, Diaxal, No Caap           | 2:31 |
| 14.   | No Pain, No Gain                 | Ulrich Zie                   | Sokol, Eliyel, 256minaj              | 2:36 |
| 15.   | Lvl Up                           | Ulrich Zie                   | Sokol, Eliyel                        | 2:33 |
| 16.   | SWAT (feat. SDM)                 | Ulrich Zie, Beni Mosabu      | Floow On The Track, Skiller, Hydro4k | 3:06 |
| 17.   | Génération                       | Ulrich Zie                   | Shiruken Music, Franklin             | 2:34 |
| 18.   | Kilo                             | Ulrich Zie                   | Sokol, Eliyel, SHK, Yuo              | 3:01 |
| 50:31 |                                  |                              |                                      |      |

## Clips vidéo
- I'm Sorry : 25 septembre 2024[4]
- Businessman : 8 mai 2025[5]
- 27.06.25 (Magie) : 5 juin 2025[6]
- Célibataire : 19 juin 2025
- Crime ensoleillé (avec Tiakola) : 8 août 2025

## Titres certifiés en France
- I'm Sorry Platine[7]
- Sexy Woman  Platine[8]

## Accueil commercial
La mano a fait une première semaine très prometteuse avec son premier album, cumulant 8,643 ventes en première semaine ! ce qui est une très bonne chose pour le rappeur.

## Certifications et classements

### Classements
| Classement (2025)            | Meilleure position |
| ---------------------------- | ------------------ |
| Belgique (Wallonie Ultratop) | 7                  |
| France (SNEP)                | 5                  |
| Suisse (Schweizer Hitparade) | 12                 |